# Griffen
Griffen es una localidad del distrito de Völkermarkt, en el estado de Carintia, Austria, con una población estimada a principio del año 2018 de 3466 habitantes. 
Se encuentra ubicada al sureste del estado, cerca de la frontera con Eslovenia.

## Historia

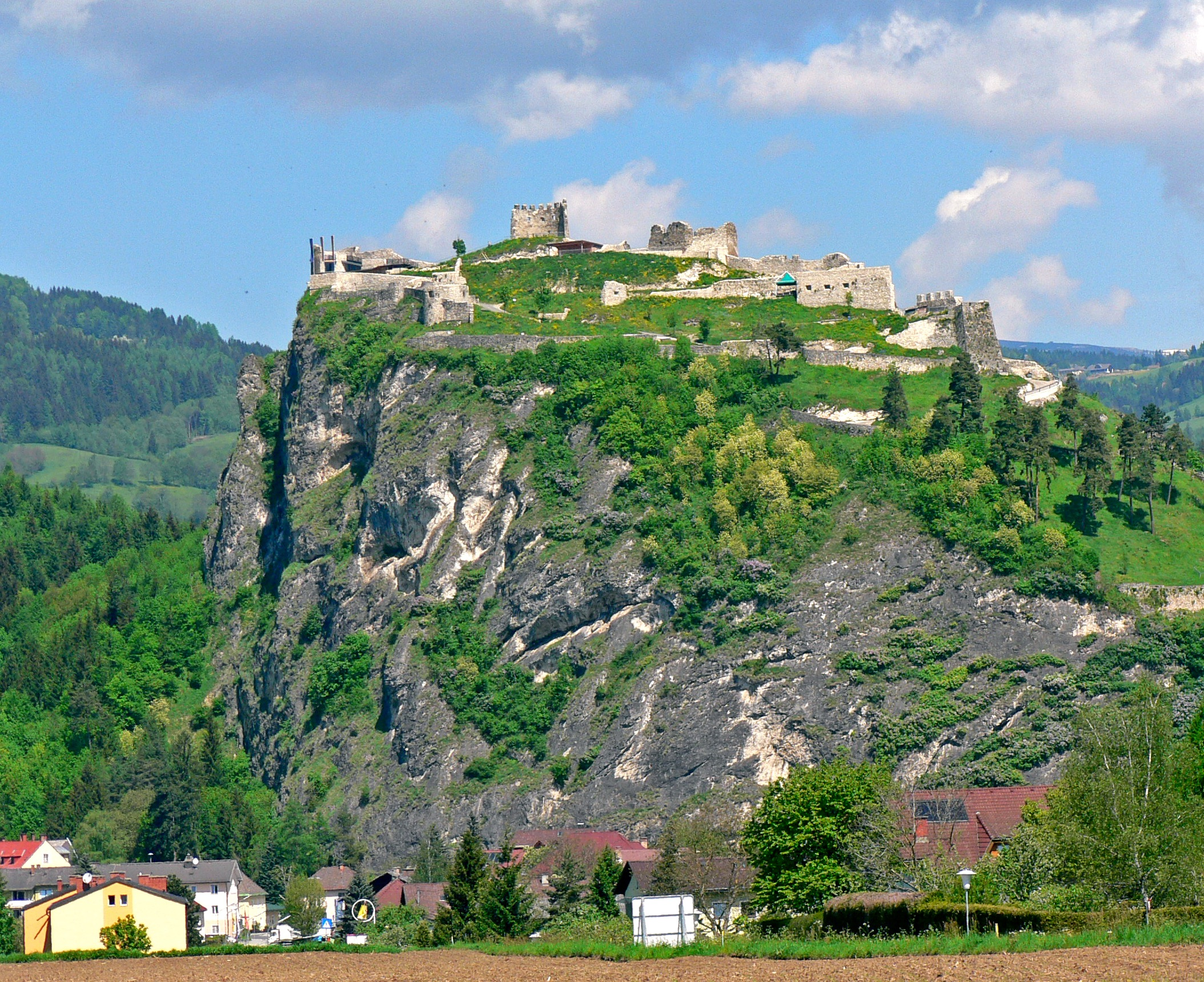
Ruinas del castillo de Griffen.

Desde el siglo VII en adelante, el área de Jauntal (esloveno: Podjuna) fue un centro del asentamiento eslavo de los Alpes orientales y parte del principado medieval temprano de Carantania. Hasta hoy sigue siendo un territorio central de los eslovenos carintios.
El acuerdo se mencionó por primera vez en una escritura de 822, después de que Carantania se incorporase al Imperio carolingio y evolucionara hasta la Marcha bávara de Carintia. A partir de 1124 en adelante, el obispo Otón de Bamberg hizo erigir el castillo de Griffen dentro de las posesiones carintias del príncipe-obispado, recibido de manos del rey Enrique II de Alemania en 1007. La fortaleza de Grivena fue reconocida como una propiedad de Bamberg por el emperador Federico Barbarroja en 1160. A partir de 1237 Griffen tenía derechos de mercado.

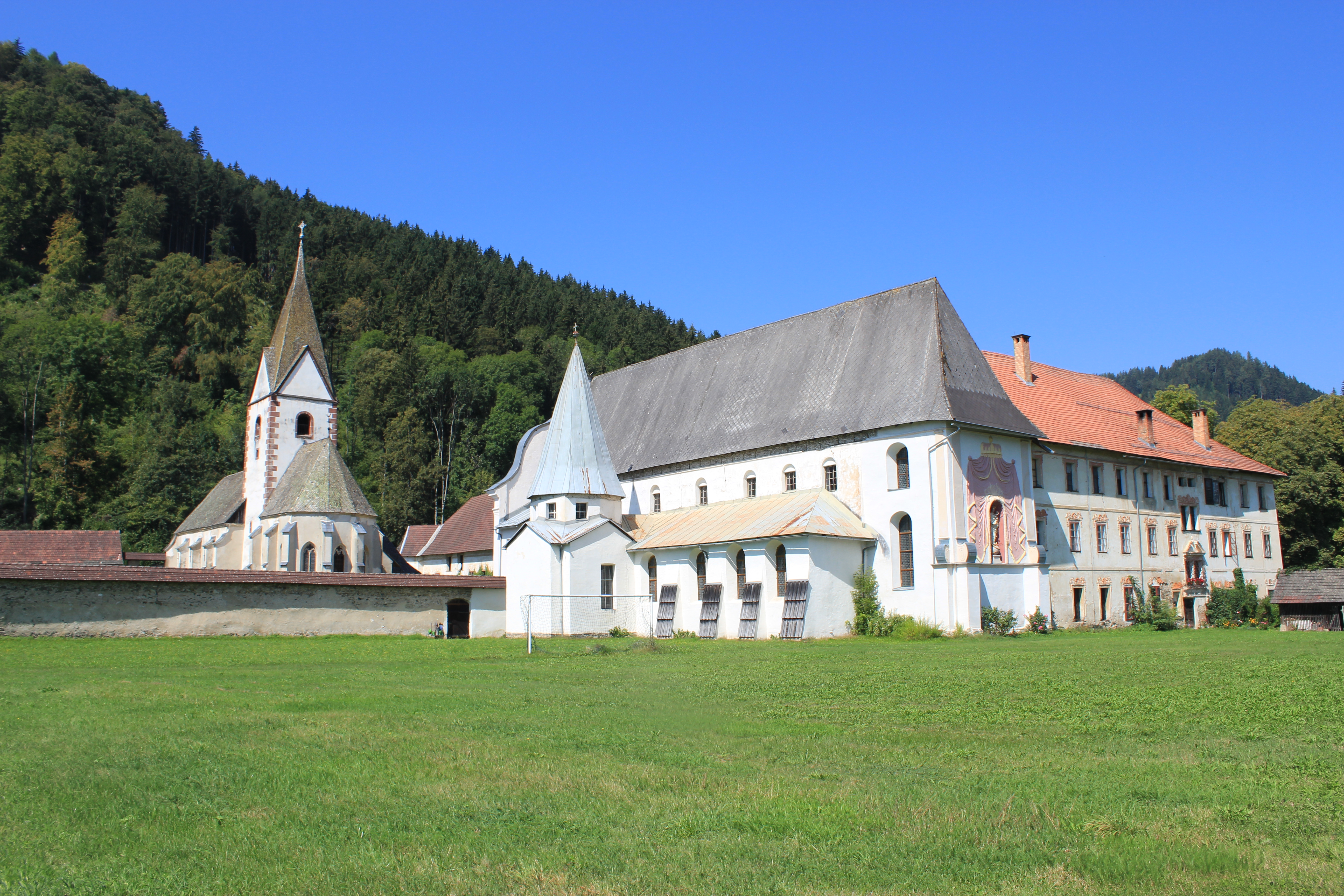
Griffen Abbey

Desde aproximadamente 1233, los obispos de Bamberg hicieron que la iglesia parroquial románica de Griffen se ampliara y reconstruyera como un monasterio premonstratense. Los primeros cánones descendieron de la abadía de Vessra en el condado de Franconia de Henneberg. El complejo del monasterio se completó en 1272 y se amplió significativamente con edificios barrocos en el siglo XVII. Griffen siguió siendo la única abadía premonstratense en las tierras del interior de Austria hasta su abolición bajo el gobierno del emperador José II en 1786.
Griffen permaneció en posesión del Príncipe-Obispado de Bamberg hasta que las propiedades fueron adquiridas por la emperatriz María Teresa en 1759. El castillo se descompuso y hoy está en ruinas. El municipio actual surgió en 1850, temporalmente también comprendía al vecino Ruden. Después del referéndum carintio de 1920, surgieron múltiples tensiones entre la población de habla eslovena y alemana, que culminó con la persecución y el desplazamiento de los eslovenos carintios después del Anschluss austríaco a la Alemania nazi en 1938.